# Ala-Liekkojärvi
Ala-Liekkojärvi är en sjö i Finland. Den ligger i kommunen Kemijärvi i landskapet Lappland, i den norra delen av landet, 700 km norr om huvudstaden Helsingfors. Ala Liekkojärvi ligger 183 meter över havet. Den är 5,4 meter djup. Arean är 42,6 hektar och strandlinjen är 3,83 kilometer lång. Sjön  ingår i Kemi älvs huvudavrinningsområde. 